# Masaru Kitao
Masaru Kitao  (北尾 勝?, Kitao Masaru) (15 luglio 1961) è un animatore giapponese, noto per i suoi lavori nella Madhouse.
Principalmente un animatore chiave e un direttore dell'animazione per serie anime, Kitao ha anche occasionalmente rivestito il ruolo di character designer, ottenendo fama soprattutto per il suo lavoro per Death Note. Insieme al regista di Death Note Tetsurō Araki, è stato ospite d'onore all'Anime Expo 2007, dove ha rivelato che Elle è il suo personaggio preferito. Ha anche dichiarato che gli piacerebbe lavorare su uno spin-off anime incentrato sull'investigatore e che i fan in America e in Giappone dovrebbero richiederne uno se anche loro sono interessati.

## Sequenze come animatore
All'Anime Expo 2007, Kitao ha descritto alcuni dei suoi lavori come animatore, in particolare delle sequenze di cui era stato personalmente responsabile in molte delle opere televisive e cinematografiche cui ha lavorato. In X del 1996, ha animato delle scene del personaggio Hinoto, oltre a occuparsi delle animazioni di edifici che crollano. Nel 1999, Card Captor Sakura - The Movie, come assistente alla regia dell'animazione, ha supervisionato la sequenza in cui Sakura e Tomoyo trascorrono la notte a casa di Syaoran a Hong Kong. Come capo animatore di Gekijōban Cardcaptor Sakura: Fūin sareta card nel 2000, è stato responsabile della sequenza della Casa degli Specchi. Infine, nella serie del 2006 NANA, ha animato il pubblico che balla al concerto di Nana Osaki durante i titoli di testa.

## Opere (parziale)

### Serie televisive
- Azuki-chan (1995–1998) - Direttore dell'animazione, Supervisore all'animazione, Storyboard artist
- Card Captor Sakura (1998–2000) - Regista (episodio 15), Storyboard artist (episodio 67)
- Galaxy Angel (2001–2004) - Direttore dell'animazione, Storyboard artist (stagione 1)
- Chobits (2002) - Direttore dell'animazione (episodi 15, 21)
- Gungrave (2003–2004) - Direttore dell'animazione
- Gokusen (2004) - Direttore dell'animazione, Animatore chiave
- Rozen Maiden (2004) - Direttore dell'animazione (episodi 3, 10)
- NANA (2006–2007) - Designer della moda, Animatore chiave (sigla di apertura)
- Death Note (2006–2007) - Character designer, Direttore Capo dell'animazione
- Kobato. (2009) - Animatore chiave (episodio 1)
- Highschool of the Dead (2010) - Direttore dell'animazione (episodio 8)

### Film
- Yawara! Soreyuke Koshinuke Kiss!! (1992) - Animatore chiave
- X (1996) - Animatore chiave
- Card Captor Sakura - The Movie (1999) - Assistente alla direzione dell'animazione, Capo animatore
- Gekijōban Cardcaptor Sakura: Fūin sareta card (2000) - Capo animatore
- Metropolis (2001) - Animatore chiave

### OVAs
- Gunbuster (1988) - Animatore
- A-Girl (1993) - Animatore chiave
- Pops (1993) - Character designer, Direttore dell'animazione
- Oedo wa Nemurenai! (1993) - Animatore chiave
- Final Fantasy: Legend of the Crystals - Animatore chiave
- Phantom Quest Corp (1994–1995) - Animatore chiave
- Ichigo 100% (2004) - Direttore capo dell'animazione
- Tsubasa Spring Thunder Chronicles (2009) - Animatore chiave